# São Vicente do Paul
São Vicente do Paúl est ancienne une freguesia portugaise située dans le District de Santarém.
Avec une superficie de 50,33 km2 et une population de 2 085 habitants (2001), la paroisse possède une densité de 41,4 hab/km2.

## Histoire
La loi no 11-A/2013 du 28 janvier 2013, portant réorganisation administrative du territoire des freguesias, fusionne São Vicente do Paúl avec la paroisse voisine de Vale de Figueira pour former l’União das Freguesias de São Vicente do Paul e Vale de Figueira, dont le siège est à São Vicente do Paul.